# Allison Henrich
Allison Henrich (née en 1980) est une mathématicienne américaine spécialisée dans la théorie des nœuds. Elle est professeure de mathématique à l'université de Seattle et s'investit dans le monitorat de jeunes élèves.

## Formation et carrière
Henrich intègre l'université en vue de suivre une formation pour devenir enseignante de premier cycle. Diplômée de l'université de Washington en 2003 avec une double spécialité en mathématique et philosophie, elle poursuit avec une thèse au Dartmouth College en 2008. Son sujet de thèse, A Sequence of Degree One Vassiliev Invariants for Virtual Knots, est supervisée par Vladimir Chernov. Là, elle est aussi accompagnée par Carolyn Gordon.
Elle intègre la faculté de mathématique de l'université de Seattle en 2009, avant de se voir proposer un poste de professeur en 2019.

## Ouvrages
Henrich est co-auteur avec Inga Johnson d'un livre sur la théorie des nœuds, An Interactive Introduction to Knot Theory, publié aux éditions Dover en 2017. Elle a aussi co-écrit un ouvrage intitulé A Mathematician’s Practical Guide to Mentoring Undergraduate Research avec Michael Dorff et Lara Pudwell aux éditions de l'American Mathematical Society and Mathematical Association of America en 2019.
Enfin, avec Emille Lawrence, Matthew Pons, et David Taylor, elle sort un livre intitulé Living Proof: Stories of Resilience Along the Mathematical Journey aux éditions de l'American Mathematical Society and Mathematical Association of America en 2019.

## Récompenses
En 2015, la Mathematical Association of America décerne à Henrich le prix Henry L. Alder pour « Distinguished Teaching by a Beginning College or University Mathematics Faculty Member », traduisible par « La qualité d'enseignement proposée par un nouveau collaborateur d'un 
college ou d'une université de mathématique. », mais aussi le prix Paul R. Halmos - Lester R. Ford pour l'excellence de son exposé relatif à son article « Unknotting unknots » (« dénouer les nœuds »), co-écrit avec Louis Kaufmann.
Elle est aussi nommée pour le prix Alder pour son travail autour de l'apprentissage et son accompagnement des étudiants de mathématique à devenir eux-mêmes mentor de jeunes élèves d'écoles élémentaires, mais aussi pour avoir mis en place un programme de recherche estival pour les étudiants sous-représentés, au sein de l'université de Seattle.
En 2022, elle reçoit le prix Euler du livre avec Emille D. Lawrence (en), Matthew Pons et David Taylor, eds., pour Living Proof: Stories of Resilience Along the Mathematical Journey, MAA and AMS (2019).